# ب‌ام‌و ایکس۶ ام
ب‌ام‌و ایکس۶ ام (به انگلیسی: BMW X6 M) خودرویی است که از سال ۲۰۰۹ تا کنون تولید شده‌است. طراحی آن موتور جلو و خودرو چهار چرخ محرک بوده وزن آن در حالت طبیعی ۵٬۲۴۷ پوند (۲٬۳۸۰ کیلوگرم) است. سیستم جعبه‌دندهٔ آن ۶ دنده به صورت خودکار است.